# Bočac
Bočac je naselje v mestu Banjaluka, Bosna in Hercegovina. 

## Deli naselja
Bočac, Bubotići, Dajičići, Drenik, Drinići, Džemat, Gradina, Grbavci, Maljigovo, Mracelj, Novakovići, Podplanina, Polje, Ponijer, Popovići, Smiljići, Šumljaci in Todići.

## Prebivalstvo
| Pregled števila prebivalcev po letih | Pregled števila prebivalcev po letih | Pregled števila prebivalcev po letih | Pregled števila prebivalcev po letih | Pregled števila prebivalcev po letih | Pregled števila prebivalcev po letih |
| ------------------------------------ | ------------------------------------ | ------------------------------------ | ------------------------------------ | ------------------------------------ | ------------------------------------ |
| 1948                                 | 1953                                 | 1961                                 | 1971                                 | 1981                                 | 1991                                 |
| 1.734                                | 2.011                                | 2.284                                | 2.395                                | 2.232                                | 1.685                                |

| Narodna sestava prebivalstva po letih                                                                                          | Narodna sestava prebivalstva po letih                                                                                           | Narodna sestava prebivalstva po letih                                                                                           |
| --- | --- | --- |
| 1971 | 1981 | 1991 |
| . skupaj: 2.395 Srbi 2.389 (99,74 %) Hrvati 1 (0,04 %) Muslimani 0 (0,00 %) Jugoslovani 0 (0,00 %) drugi in neznano 5 (0,20 %) | . skupaj: 2.232 Srbi 2.209 (98,96 %) Muslimani 4 (0,17 %) Hrvati 3 (0,13 %) Jugoslovani 5 (0,22 %) drugi in neznano 11 (0,49 %) | . skupaj: 1.685 Srbi 1.670 (99,10 %) Hrvati 1 (0,05 %) Muslimani 1 (0,05 %) Jugoslovani 3 (0,17 %) drugi in neznano 10 (0,59 %) |